# Tugo wad Tokot
Tugo Tokot Bwoc
Tugo wad Tokot (ou Tugo, fils de Tokot, fils de Bwoc) est le dixième souverain du peuple Shilluk, une ethnie africaine du Soudan du Sud fondée par le demi-dieu Nyikang. Il a exercé son pouvoir entre 1690 et 1710 ; ces dates sont approximatives faute de sources écrites : pour cette période historique seule la tradition orale peut être évoquée comme source historique.

## Règne
Le règne de Tugo, contrairement à celui de son guerrier de père, est marqué dans la mémoire des Shilluk comme une période de paix et de calme. Il est le premier roi à renoncer au nomadisme et à se fixer dans un lieu unique ; auparavant les souverains shilluk allaient de village en village pour exercer leur charge. Cette résidence se fixa d'abord en un lieu dénommé Nywaja « le lieu où l'on discute ». Par la suite, après un songe, Tugo fonde le village de Fachoda qui demeure jusqu'à présent le lieu de l'intronisation des rois shilluk.
Tugo est enterré dans le village de Padyang où se trouve un temple funéraire en son honneur.